# U-1202
U-1202 je bila nemška vojaška podmornica Kriegsmarine, ki je bila dejavna med drugo svetovno vojno.

## Zgodovina
9. maja 1945 se je predala v Bergenu. Oktobra 1948 je bila uradno predana Norveški in bila 1. julija 1951 poimenovana v KNM Kinn. 1. junija 1961 so ladjo izvzeli iz aktivne službe in jo nato vrnili Nemčiji, kjer so jo leta 1963 razrezali.

## Poveljniki
| Poveljniki |                 |              |                               |
| Št.        | Čin             | Ime          | Poveljstvo                    |
| 1.         | Kapitanporočnik | Rolf Thomsen | 27. januar 1944 - 9. maj 1945 |

## Tehnični podatki
| Kategorije                                    | Podatki                       |
| --------------------------------------------- | ----------------------------- |
| Teža (t): na površju pod površjem polna Teža  | 769 871 1.070                 |
| Dolžina (m) - tlačni trup (m)                 | 67,10 - 50,50                 |
| Širina (m) - tlačni trup (m)                  | 6,20 - 4,70                   |
| Izpodriv (m)                                  | 4,74                          |
| Višina (m)                                    | 9,6                           |
| Moč (hp): na površju pod podvršjem            | 3.200 750                     |
| Hitrost (vozlov): na površju pod podvršjem    | 17,7 7,6                      |
| Doseg (milja/vozel): na površju pod podvršjem | 8.500/10 80/4                 |
| Torpeda/Torpedne cevi                         | 14/5 (4 na premcu, 1 na krmi) |
| Krovni top (mm)                               | 88                            |
| Mine                                          | 26 TMA                        |
| Posadka                                       | 44-52                         |
| Maksimalni potop (m)                          | 220                           |

## Potopljene ladje
| Datum             | Ime                       | Država | Tonaža    | Usoda                |
| ----------------- | ------------------------- | ------ | --------- | -------------------- |
| 10. december 1944 | Dan Beard (tovorna ladja) | ZDA    | 7.176 BRT | potopljena (torpedo) |